# Élections législatives de 1876 en Charente
Les élections législatives de 1876 ont eu lieu les 20 février et 5 mars 1876

## Députés élus
|   | Circonscription | Député élu                  |  | Groupe parlementaire |
| - | --------------- | --------------------------- |  | -------------------- |
| 1 | 1re d'Angoulême | Jean-Edmond Laroche-Joubert |  | Appel au peuple      |
| 2 | 2e d'Angoulême  | Louis Alban Ganivet         |  | Appel au peuple      |
| 3 | Barbezieux      | Pierre Mathieu-Bodet        |  | Non inscrit          |
| 4 | Cognac          | Gustave Cunéo d'Ornano      |  | Appel au peuple      |
| 5 | Confolens       | André Duclaud               |  | Gauche républicaine  |
| 6 | Ruffec          | Louis Gautier               |  | Appel au peuple      |

## Résultats à l'échelle du département
| Partis         | Partis                                    | Premier tour | Premier tour | Deuxième tour | Deuxième tour | Sièges |
| Partis         | Partis                                    | Voix         | %            | Voix          | %             | Sièges |
| -------------- | ----------------------------------------- | ------------ | ------------ | ------------- | ------------- | ------ |
|                | Bonapartistes                             | 33 085       | 41,64        | 25 289        | 59,37         | 4      |
|                | Constitutionnels, centre droit            | 16 770       | 21,11        | 1 278         | 3,00          | 1      |
|                | Républicains modérés, Gauche républicaine | 11 827       | 14,89        | 5 529         | 12,98         | 1      |
|                | Républicains conservateurs                | 7 733        | 9,73         | 10 500        | 24,65         | 0      |
|                | Union républicaine                        | 5 840        | 7,35         |               |               | 0      |
|                | Divers                                    | 52           | 0,07         | 0             |               |        |
|                |                                           |              |              |               |               |        |
| Inscrits       | Inscrits                                  | 106 342      | 100,00       | 54 687        | 100,00        | 6      |
| Votants        | Votants                                   | 81 645       | 76,78        | 42 966        | 78,57         |        |
| Abstentions    | Abstentions                               | 24 697       | 23,22        | 11 721        | 21,43         |        |
| Blancs et nuls | Blancs et nuls                            | 2 195        | 2,69         | 370           | 0,86          |        |
| Exprimés       | Exprimés                                  | 79 450       | 97,31        | 42 596        | 99,14         |        |

## Résultats par arrondissement

### Arrondissement d'Angoulême

#### 1recirconscription
| Candidats      | Candidats                   | Étiquette                  | Premier tour | Premier tour | Deuxième tour | Deuxième tour |
| Candidats      | Candidats                   | Étiquette                  | Voix         | %            | Voix          | %             |
| -------------- | --------------------------- | -------------------------- | ------------ | ------------ | ------------- | ------------- |
|                | Jean-Edmond Laroche-Joubert | Bonapartiste               | 5 494        | 40,29        | 9 214         | 69,68         |
|                | Jean Broquisse              | Républicains conservateurs | 4 143        | 30,38        | 4 010         | 30,32         |
|                | Jacques-Eugène Armengaud    | Bonapartiste               | 3 948        | 28,95        |               |               |
|                | Bouniceau                   | Divers                     | 52           | 0,38         |               |               |
|                |                             |                            |              |              |               |               |
| Inscrits       | Inscrits                    | Inscrits                   | 18 366       | 100,00       | 18 366        | 100,00        |
| Votants        | Votants                     | Votants                    | 13 925       | 75,82        | 13 389        | 72,90         |
| Abstention     | Abstention                  | Abstention                 | 4 441        | 24,18        | 4 977         | 27,10         |
| Blancs et nuls | Blancs et nuls              | Blancs et nuls             | 288          | 2,07         | 165           | 2,23          |
| Exprimés       | Exprimés                    | Exprimés                   | 13 637       | 97,93        | 13 224        | 98,77         |

#### 2ecirconscription
| Candidats      | Candidats           | Étiquette          | Premier tour | Premier tour |
| Candidats      | Candidats           | Étiquette          | Voix         | %            |
| -------------- | ------------------- | ------------------ | ------------ | ------------ |
|                | Louis Alban Ganivet | Bonapartiste       | 9 181        | 62,03        |
|                | Jean Marrot         | Union républicaine | 5 621        | 37,97        |
|                |                     |                    |              |              |
| Inscrits       | Inscrits            | Inscrits           | 18 722       | 100,00       |
| Votants        | Votants             | Votants            | 14 954       | 79,87        |
| Abstention     | Abstention          | Abstention         | 3 768        | 20,13        |
| Blancs et nuls | Blancs et nuls      | Blancs et nuls     | 152          | 1,02         |
| Exprimés       | Exprimés            | Exprimés           | 14 802       | 98,98        |

### Arrondissement de Barbezieux
| Candidats      | Candidats            | Étiquette                  | Premier tour | Premier tour |
| Candidats      | Candidats            | Étiquette                  | Voix         | %            |
| -------------- | -------------------- | -------------------------- | ------------ | ------------ |
|                | Pierre Mathieu-Bodet | Constitutionnel            | 5 571        | 71,38        |
|                | Oscar Planat         | Républicains conservateurs | 2 234        | 28,62        |
|                |                      |                            |              |              |
| Inscrits       | Inscrits             | Inscrits                   | 15 158       | 100,00       |
| Votants        | Votants              | Votants                    | 9 104        | 60,06        |
| Abstention     | Abstention           | Abstention                 | 6 054        | 39,94        |
| Blancs et nuls | Blancs et nuls       | Blancs et nuls             | 1 299        | 14,27        |
| Exprimés       | Exprimés             | Exprimés                   | 7 805        | 85,73        |

### Arrondissement de Cognac
| Candidats      | Candidats              | Étiquette                  | Premier tour | Premier tour | Deuxième tour | Deuxième tour |
| Candidats      | Candidats              | Étiquette                  | Voix         | %            | Voix          | %             |
| -------------- | ---------------------- | -------------------------- | ------------ | ------------ | ------------- | ------------- |
|                | Gustave Cunéo d'Ornano | Bonapartiste               | 5 975        | 36,30        | 8 318         | 51,71         |
|                | Oscar Planat           | Républicains conservateurs | 5 499        | 33,41        | 6 490         | 40,35         |
|                | Édouard Martell        | Constitutionnel            | 4 765        | 28,95        | 1 278         | 7,94          |
|                | Ernest Monis           | Union républicaine         | 219          | 1,33         |               |               |
|                |                        |                            |              |              |               |               |
| Inscrits       | Inscrits               | Inscrits                   | 19 908       | 100,00       | 19 908        | 100,00        |
| Votants        | Votants                | Votants                    | 16 533       | 83,05        | 16 202        | 81,38         |
| Abstention     | Abstention             | Abstention                 | 3 375        | 16,95        | 3 706         | 18,62         |
| Blancs et nuls | Blancs et nuls         | Blancs et nuls             | 75           | 0,45         | 116           | 0,72          |
| Exprimés       | Exprimés               | Exprimés                   | 16 458       | 99,55        | 16 086        | 99,28         |

### Arrondissement de Confolens
| Candidats      | Candidats                | Étiquette           | Premier tour | Premier tour |
| Candidats      | Candidats                | Étiquette           | Voix         | %            |
| -------------- | ------------------------ | ------------------- | ------------ | ------------ |
|                | André Duclaud            | Gauche républicaine | 7 230        | 55,50        |
|                | Charles Boreau-Lajanadie | Centre-droit        | 3 050        | 23,41        |
|                | Adolphe Marchand         | Bonapartiste        | 3 027        | 23,24        |
|                |                          |                     |              |              |
| Inscrits       | Inscrits                 | Inscrits            | 17 775       | 100,00       |
| Votants        | Votants                  | Votants             | 13 349       | 75,10        |
| Abstention     | Abstention               | Abstention          | 4 426        | 24,90        |
| Blancs et nuls | Blancs et nuls           | Blancs et nuls      | 322          | 2,41         |
| Exprimés       | Exprimés                 | Exprimés            | 13 027       | 97,59        |

### Arrondissement de Ruffec
| Candidats      | Candidats          | Étiquette      | Premier tour | Premier tour | Deuxième tour | Deuxième tour |
| Candidats      | Candidats          | Étiquette      | Voix         | %            | Voix          | %             |
| -------------- | ------------------ | -------------- | ------------ | ------------ | ------------- | ------------- |
|                | Théophile Brothier | Républicain    | 4 597        | 34,28        | 5 529         | 41,62         |
|                | Louis Gautier      | Bonapartiste   | 4 311        | 32,15        | 7 757         | 58,38         |
|                | Champvallier       | Centre droit   | 3 384        | 25,23        |               |               |
|                | Mouclier           | Bonapartiste   | 1 149        | 8,57         |               |               |
|                |                    |                |              |              |               |               |
| Inscrits       | Inscrits           | Inscrits       | 16 413       | 100,00       | 16 413        | 100,00        |
| Votants        | Votants            | Votants        | 13 780       | 83,96        | 13 375        | 81,49         |
| Abstention     | Abstention         | Abstention     | 2 633        | 16,04        | 3 088         | 18,81         |
| Blancs et nuls | Blancs et nuls     | Blancs et nuls | 369          | 2,68         | 89            | 0,67          |
| Exprimés       | Exprimés           | Exprimés       | 13 411       | 97,32        | 13 286        | 99,33         |